# 塞梅嫩科韋
48°0′24″N 35°32′42″E / 48.00667°N 35.54500°E
塞梅嫩科韋（烏克蘭語：Семененкове），2016年前名为基洛瓦（烏克蘭語：Кірова），是位於烏克蘭東南部的村莊，由扎波羅熱州扎波羅熱区的巴甫利夫斯凱市鎮負責管轄。該村距離貝雷斯托韋和瓦西里夫卡1公里，始建於1907年，面積0.789平方公里。